# Alianza Democrática (1983-1988)

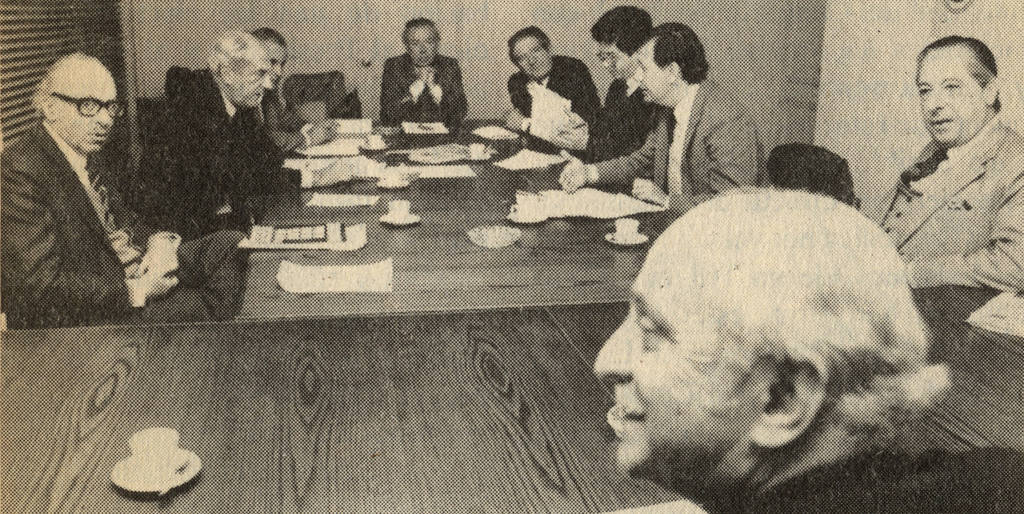
Fundación de la Alianza Democrática, el 6 de agosto de 1983.

La Alianza Democrática (AD) fue una coalición política chilena existente entre 1983 y 1988, y que agrupaba a partidos y organizaciones políticas opositoras a la dictadura militar encabezada por el general Augusto Pinochet (1973-1990).

## Historia

### Orígenes y fundación
Los orígenes de la Alianza Democrática se remontan al 14 de marzo de 1983, cuando fue firmado el Manifiesto Democrático por parte de Hugo Zepeda Barrios, Julio Subercaseaux (representando a sectores liberales y conservadores); Luis Bossay, Duberildo Jaque, Enrique Silva Cimma, Luis Fernando Luengo (representando a los radicales y socialdemócratas); Gabriel Valdés, Patricio Aylwin (en representación de los demócratacristianos); Ramón Silva Ulloa, Hernán Vodanovic y Julio Stuardo (representando a grupos socialistas).
El 6 de agosto de 1983, en un acto realizado en el Círculo Español de Santiago, se anunció la creación de la Alianza entre los partidos Demócrata Cristiano, Social Democracia, Radical, Unión Socialista Popular y Derecha Republicana (Partido Republicano desde octubre de 1984), más otros grupos que no firmaron en su momento el Manifiesto Democrático, como por ejemplo el sector renovado del Partido Socialista liderado por Carlos Briones (PS de Núñez desde 1986) en representación del Bloque Socialista, y el Partido Liberal —este último ingresó a la AD en octubre de 1984—. En 1987 los partidos Republicano y Liberal se fusionaron, formando la Unión Liberal-Republicana. Los partidos y grupos de izquierda no representados en la AD, crearon en septiembre de 1983 el Movimiento Democrático Popular (MDP). Como contraparte, los movimientos adeptos a la dictadura formaron el Grupo de los Ocho, que más tarde derivó en el Acuerdo Democrático Nacional. 
El 22 de agosto del mismo año fue creada de manera oficial la Alianza Democrática mediante la firma de un documento denominado Bases del Diálogo para un Gran Acuerdo Nacional, que contenía tres elementos básicos:
- Un acuerdo nacional para generar una Asamblea Constituyente y una nueva Constitución.
- La renuncia de Augusto Pinochet a la Presidencia de la República.
- El establecimiento de un Gobierno Provisional para una breve transición.

### Actividad política
Fue la primera vez, desde el golpe de Estado de 1973, que se formalizaba públicamente una coalición opositora a la dictadura militar de Pinochet. Realizó el 18 de noviembre de 1983 en el Parque O'Higgins el segundo acto público desde el golpe de Estado —el primero había sido el 11 de octubre del mismo año en la intersección de la avenida General Velásquez y la Alameda, convocado por el Proden (Proyecto de Desarrollo Nacional), encabezado por Jorge Lavandero—; se estimó una concurrencia de 500 000 personas y el orador en dicho acto fue Enrique Silva Cimma, en aquel entonces presidente de la AD.
Teniendo apoyo en las protestas nacionales y en colaboración con la Iglesia católica buscaron un diálogo para terminar con la dictadura. El ministro del Interior, Sergio Onofre Jarpa, inició una ronda de conversaciones con la Alianza Democrática y otros grupos políticos, sin embargo en un discurso público Pinochet desahució a su ministro y lo removió del cargo en noviembre de 1984. Con esto se terminó toda posibilidad de diálogo y empezó una etapa de endurecimiento de la censura hacia la prensa, que se habría relajado en 1983.
En octubre de 1983 el MAPU Obrero Campesino (MAPU/OC) se integró a la Alianza Democrática, siendo Jorge Molina su representante en la coalición.
En agosto de 1985 la Alianza Democrática participó junto con otros grupos en la firma del Acuerdo Nacional para la Transición a la Plena Democracia, patrocinado por la Iglesia Católica. Este documento señalaba el compromiso de una transición democrática y pacífica hacia la democracia. El gobierno ignoró el documento y cerró toda posibilidad al diálogo que no fuese el de asegurar su continuidad.

### Disolución
En 1986, con el retiro del PS de Núñez (tras el Congreso del partido realizado el 20 y 21 de diciembre de ese año) y el Bloque Socialista, la Alianza Democrática entró en una fase de bajo perfil al no poder cumplir sus objetivos iniciales y nula voluntad de diálogo de la dictadura militar de Pinochet. Los partidos integrantes de la Alianza Democrática y otras agrupaciones políticas conformaron el 2 de febrero de 1988 el Comando Nacional por el No para dirigir la campaña de votación en contra de la nominación de Pinochet como presidente por un período de 8 años en el plebiscito de 1988. Es por ello que la Alianza Democrática es considerada una de las antecesoras de la Concertación de Partidos por la Democracia.

## Composición
| Partido                          | Período   |
| -------------------------------- | --------- |
| Demócrata Cristiano (PDC)        | 1983-1988 |
| Radical (PR)                     | 1983-1988 |
| Unión Socialista Popular (USOPO) | 1983-1988 |
| Social Democracia (SDCH)         | 1983-1988 |
| Republicano (PRep)               | 1983-1987 |
| Socialista-Núñez (PS-Núñez)      | 1983-1986 |
| MAPU Obrero Campesino (MAPU/OC)  | 1983-1985 |
| Liberal (PL)                     | 1984-1987 |
| Unión Liberal-Republicana (ULR)  | 1987-1988 |

## Presidentes
El funcionamiento de la Alianza ocupó el sistema de presidencia rotativa, que inicialmente cambiaba cada mes, pero que desde 1984 se amplió a una duración de dos meses.
Esta lista está incompleta
| Presidente             | Partido | Período                                    |
| ---------------------- | ------- | ------------------------------------------ |
| Gabriel Valdés         | PDC     | Septiembre de 1983                         |
| Hugo Zepeda Barrios    | DRep    | Octubre de 1983                            |
| Enrique Silva Cimma    | PR      | Noviembre de 1983                          |
| Ricardo Lagos          | PS      | Diciembre de 1983                          |
| Mario Sharpe           | SDCH    | Enero - febrero de 1984                    |
| Gabriel Valdés         | PDC     | Marzo - abril de 1984                      |
| Hugo Zepeda            | DRep    | Mayo - junio de 1984                       |
| Enrique Silva Cimma    | PR      | Julio - 3 de septiembre de 1984            |
| Mario Sharpe           | SDCH    | 3 de septiembre - 10 de octubre de 1984    |
| René Abeliuk           | SDCH    | 10 de octubre - 2 de noviembre de 1984     |
| Ricardo Lagos          | PS      | 2 de noviembre de 1984 - diciembre de 1984 |
| Gabriel Valdés         | PDC     | Julio - diciembre de 1985                  |
| Armando Jaramillo Lyon | PRep    | Diciembre de 1985 - junio de 1986          |
| Enrique Silva Cimma    | PR      | Noviembre de 1986                          |